# Am Hospital 2 (Quedlinburg)

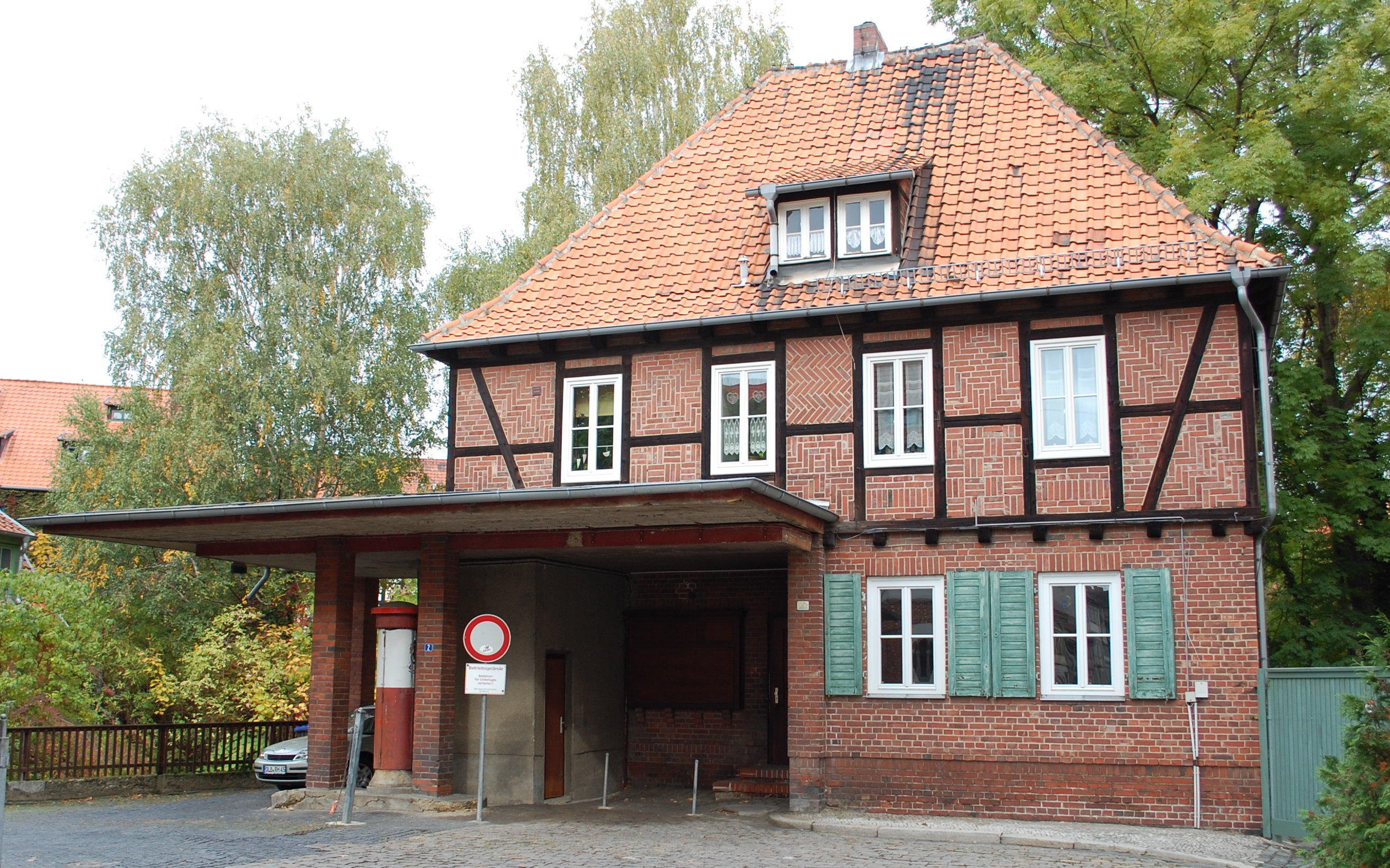
Tankstelle

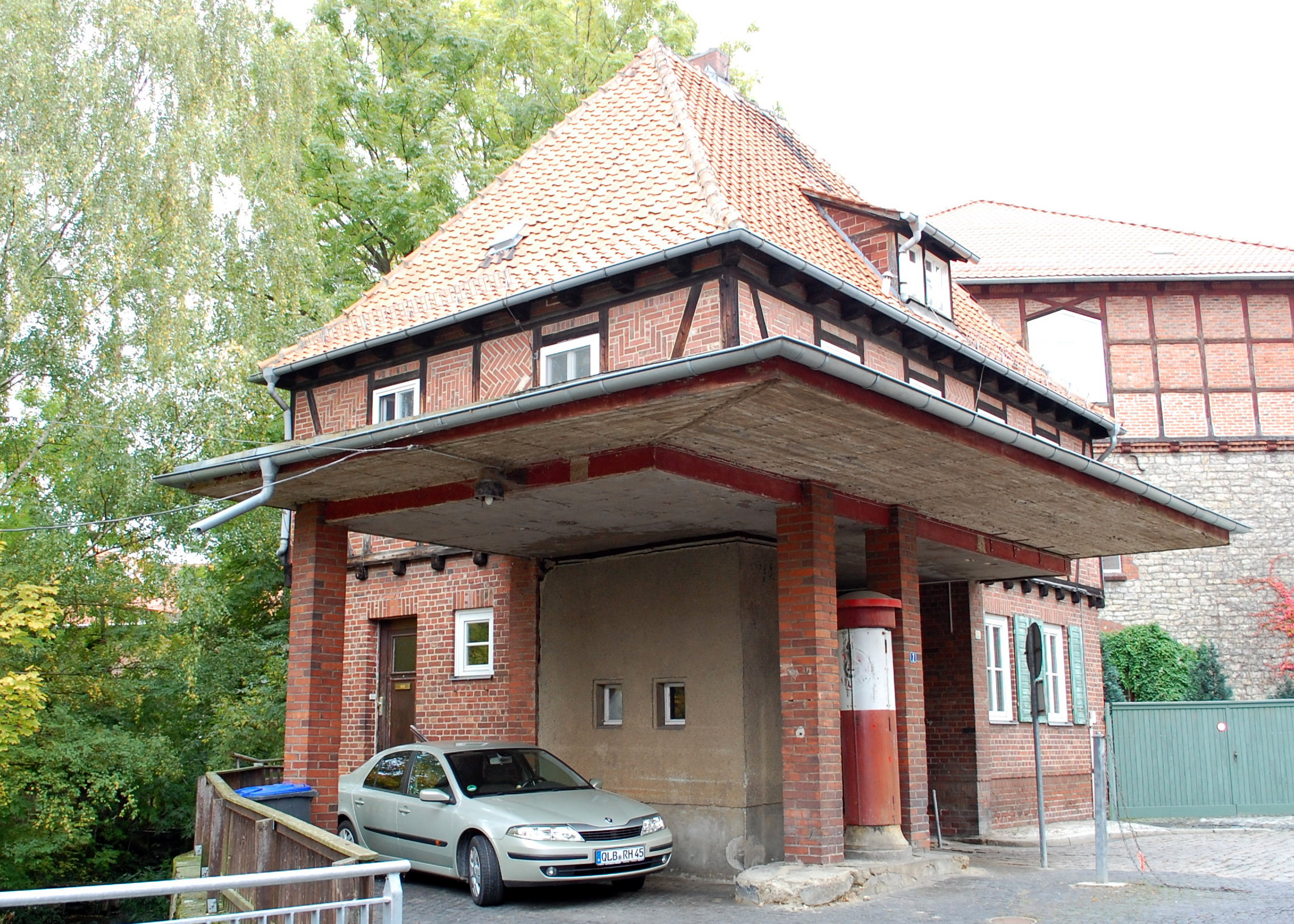
Blick aus südwestlicher Richtung

Das Gebäude Am Hospital 2 ist eine denkmalgeschützte ehemalige Tankstelle in der Stadt Quedlinburg in Sachsen-Anhalt.

## Lage
Die Tankstelle befindet sich südlich der historischen Quedlinburger Innenstadt am nördlichen Ende der kleinen Sackgasse Am Hospital und trägt die Hausnummer 2. Es ist im Quedlinburger Denkmalverzeichnis als Tankstelle eingetragen. Unmittelbar westlich des Hauses verläuft der Stiefelgraben, der nördlich des Grundstücks in den Mühlgraben mündet.

## Architektur und Geschichte

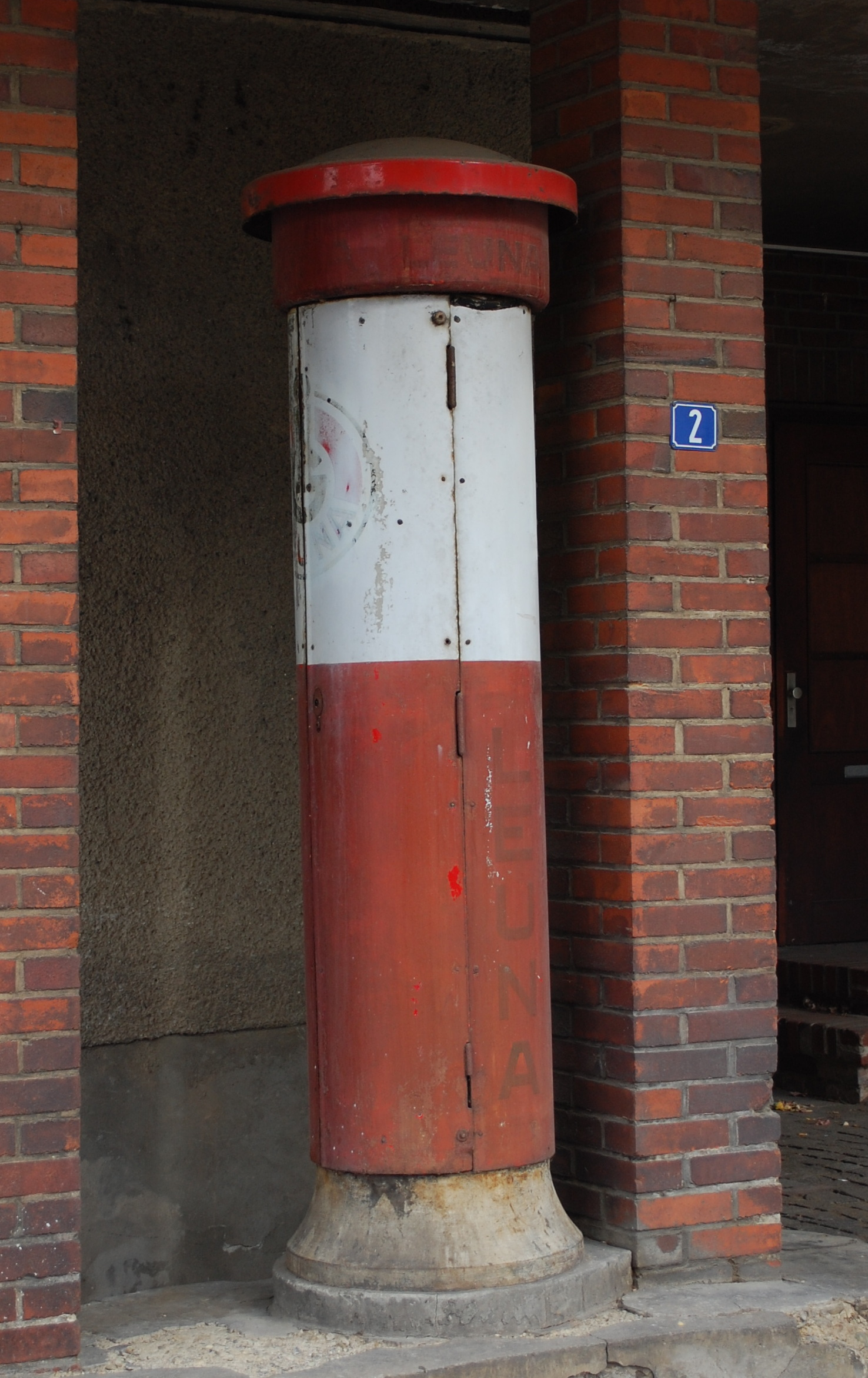
Historische Tanksäule

Die Tankstelle entstand 1938 und wurde vom Architekten Herbert Puls geplant. Das zweigeschossige Gebäude ist mit einem Walmdach bedeckt. Das Untergeschoss ist als Backsteinbau ausgeführt, das vorkragende Obergeschoss ist in Fachwerkbauweise ausgeführt, wobei die Gefache mit Zierausmauerungen versehen sind. Die Gestaltung des Hauses nimmt so Bezug auf die lokale Bautradition.
Im westlichen Teil des Gebäudes ist die eigentliche Tankstelle eingefügt. Der Tankstellenbereich wird von einem weit überstehenden Flachdach überspannt. Das Gebäude stellt eine ungewöhnliche Synthese von sachlich-funktionaler und historisierender Gestaltung dar.
Bemerkenswert ist eine vor der Tankstelle erhalten gebliebene historische Tanksäule.
In Quedlinburg existiert in der Kaiser-Otto-Straße 33 eine weitere, denkmalgeschützte ehemalige Tankstelle, welche vom gleichen Architekten umgebaut wurde.